# Beauty Forum
A Beauty Forum a szépség- és kozmetikai ipar kiállítása, amit Budapesten, a 8000 m²-es BOK Sportcsarnokban tartanak. Több mint 150 cég, több mint 500 márka mutatkozik be a kiállításon. 2010-ben a vásár több mint 7500 látogatót számlált.
Az eseményt évente kétszer rendezi meg Budapesten a Health and Beauty Business Media Kft., a Health and Beauty Business Media GmbH leányvállalata.
Az International Forum of Cosmetics (IFC) foglalkozik országos smink, körömdesign, körömművészet és testfestőbajnokságokkal, a Health and Beauty Group európai hálózatának egyesített szabályaival összhangban.
A Beauty Forum tartalmaz egy üzleti elemet is, az International Business Forum-ot (IBF).

## Beauty Forum (magazin)
A Beauty Forum egy, a Health and Beauty Business Media Kft. által kiadott havi szaklap, összekapcsolja  a kiállítást és a kereskedelmi magazint.
A magazin weboldala szépségápolási tanácsokat ad, kereskedelmi adatbázist, Web TV-t és fórumokat kínál. Beauty Forum Akadémia néven egy magazint is működtetnek, ami egy szépségipari szakembereknek szóló  kereskedelmi iskola.
A Beauty Forum Svájcban, Ausztriában, Magyarországon, Lengyelországban, Törökországban és Horvátországban jelenik meg.

## Haj és Stílus (magazin)
A Haj és Stílus a fodrászok havi szaklapja volt, a Beauty Business Media Kft. adta közre. 2014-től a Beauty Forum kiegészítéseként került forgalomba, váltakozva a Nailpro magazinnal.

## Nailpro (magazin)
A Nailpro egy, a Health and Beauty Business Media Kft. által közreadott szaklap műkörmösök számára.